# Minet - la trasmissione sulle minoranze
Minet - la trasmissione sulle minoranze è un programma televisivo in lingua tedesca con una durata di 30 minuti che dal 2004 va in onda mensilmente sulle frequenze locali della sede Rai di Bolzano. Dal 2010 partiranno anche una serie di trasmissioni in lingua italiana intitolate "minoranze nel mondo".
La consulenza e la ricerca scientifica per i vari reportage vengono garantiti dall'Accademia Europea (EURAC) di Bolzano. Il patrocinio della suddetta trasmissione è assicurato dalla regione autonoma Trentino-Alto Adige (Ufficio per le Minoranze linguistiche) e dalla Provincia Autonoma di Bolzano - Alto Adige (Ufficio Affari del gabinetto).

## Contenuto
Minet viene intesa in quanto rete di minoranze nelle sue sfaccettature più varie a livello europeo e mondiale.

## Struttura del programma
Minet, condotta da Christina Khuen, è composta da diversi servizi televisivi che trattano tematiche riguardanti le minoranze. La sezione newsline presente in ogni puntata trasmette informazioni attuali riguardanti la legislazione e le reti nel settore delle minoranze. In ulteriori rubriche vengono trattati temi come "Lingua" e anche "Lavori e vocazioni" in relazione al leitmotiv di questo programma televisivo. Inoltre durante ogni trasmissione si può assistere ad un "colloquio in studio" durante il quale vengono affrontati temi relativi alla tematica delle minoranze.

## Comunità virtuale
Minet è presente su internet da fine dicembre 2009. Sul sito Web si possono visionare e commentare circa 20 servizi televisivi tratti dalle varie trasmissioni.